# Du riechst so gut
"Du riechst so gut" (hrv. Mirišeš jako dobro) prvi je singl njemačkog sastava Rammstein, objavljen na albumu Herzeleid.